# Ginnifer Goodwin
Pour les articles homonymes, voir Goodwin.
Ginnifer Goodwin, née Jennifer Michelle Goodwin le 22 mai 1978 à Memphis, Tennessee (États-Unis), est une actrice américaine.
Elle est révélée par son interprétation de la délicate Margene Heffman dans la série dramatique Big Love (2006-2010). Elle confirme commercialement en incarnant Blanche-Neige dans la série fantastique Once Upon a Time (2011-2018).

## Biographie

### Jeunesse et formation
Ginnifer Goodwin fait ses études secondaires à la Lausanne Collegiate School, un lycée privé situé dans sa ville natale. Elle intègre ensuite l'Université de Boston d'où elle sort diplômée des beaux-arts en 2001.
Au cours de ses études, Ginnifer Goodwin participe à de nombreux courts-métrages réalisés par des étudiants et à des pièces de théâtre.
Après avoir obtenu son diplôme, elle part pour l'Angleterre et intègre le Stratford-Upon-Avon's Shakespeare Institute. Elle rejoint par la suite la Royal Academy of Dramatic Art de Londres où elle joue des classiques comme Hamlet ou Le Marchand de Venise.
Ginnifer Goodwin obtient l'Acting Shakespeare Certificate mais aussi le Professional Promise Award de la Bette David Foundation pour la qualité de ses prestations. Avec une multitude de diplômes, elle retourne à Boston en tant que comédienne professionnelle et se produit au Huntington Theatre à l'occasion de la représentation des pièces Dead End et As You Like It.

### Débuts et révélation télévisuelle

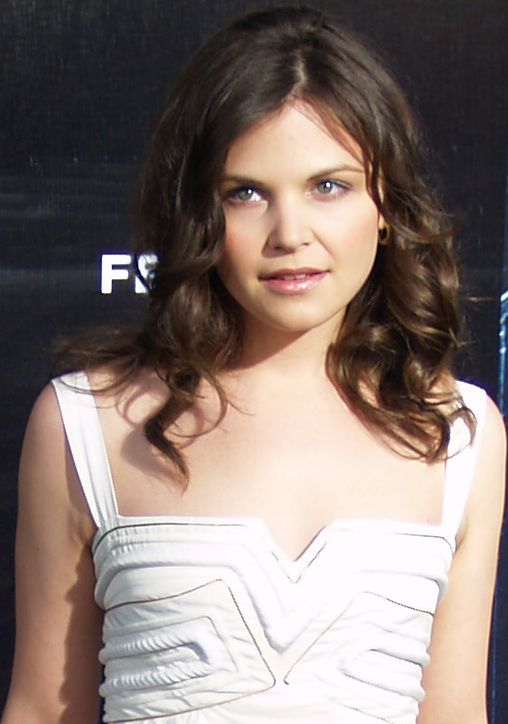
Invitée à la première new-yorkaise de Spider-Man 3, en avril 2007.

Elle apparaît pour la première fois à la télévision dans un épisode de la série New York District. Elle obtient ensuite un rôle récurrent dans la série Ed, celui de Diane Snyder, qu'elle incarne durant 25 épisodes, entre 2001 et 2003.
Entre-temps, elle parfait dans le téléfilm Porn 'n Chicken, où elle tient le rôle de Maya, une étudiante de Yale qui appartient à un groupe d'amateurs de bières, de poulet et de films pornographiques.
En 2003, en sortant de Ed, elle connait une jolie exposition en évoluant aux côtés de Julia Roberts dans le film Le Sourire de Mona Lisa, de Mike Newell. Elle donne la réplique à d'autres jeunes actrices très suivies, Kirsten Dunst, Julia Stiles et Maggie Gyllenhaal. L'année suivante, elle interprète le rôle de Cathy Feely dans la comédie Rendez-vous avec une star produit par le cinéaste Robert Luketic. Elle partage l'affiche avec Josh Duhamel, Kate Bosworth et Topher Grace.
En 2005, elle se distingue en interprétant Viviane Liberto, première épouse du chanteur de country Johnny Cash dans le biopic Walk The Line retraçant la vie de ce dernier sur une mise en scène de James Mangold. Elle donne la réplique à Joaquin Phoenix, qui joue le rôle du musicien disparu en septembre 2003, et à Reese Witherspoon.
À partir de cette année, elle prête aussi sa voix au personnage d'Amanda Bynes dans la série Robot Chicken. Elle rencontre Scarlett Johansson et Sarah Michelle Gellar dans le studio où se réalisent les doublages.
Son vrai retour télévisuel s'opère l'année suivante : elle intègre le casting de l'attendue nouvelle série télévisée Big Love où elle prête ses traits à Margene, la plus jeune des trois femmes d'un chef d'entreprise polygame. La même année, Kyle Bergersen fait appel à elle en 2006, pour jouer dans la comédie dramatique Love Comes to the Executioner où elle joue aux côtés de Jonathan Tucker. Mais c'est Big Love qui la révèle au grand public et auprès de la critique.

### Confirmation commerciale

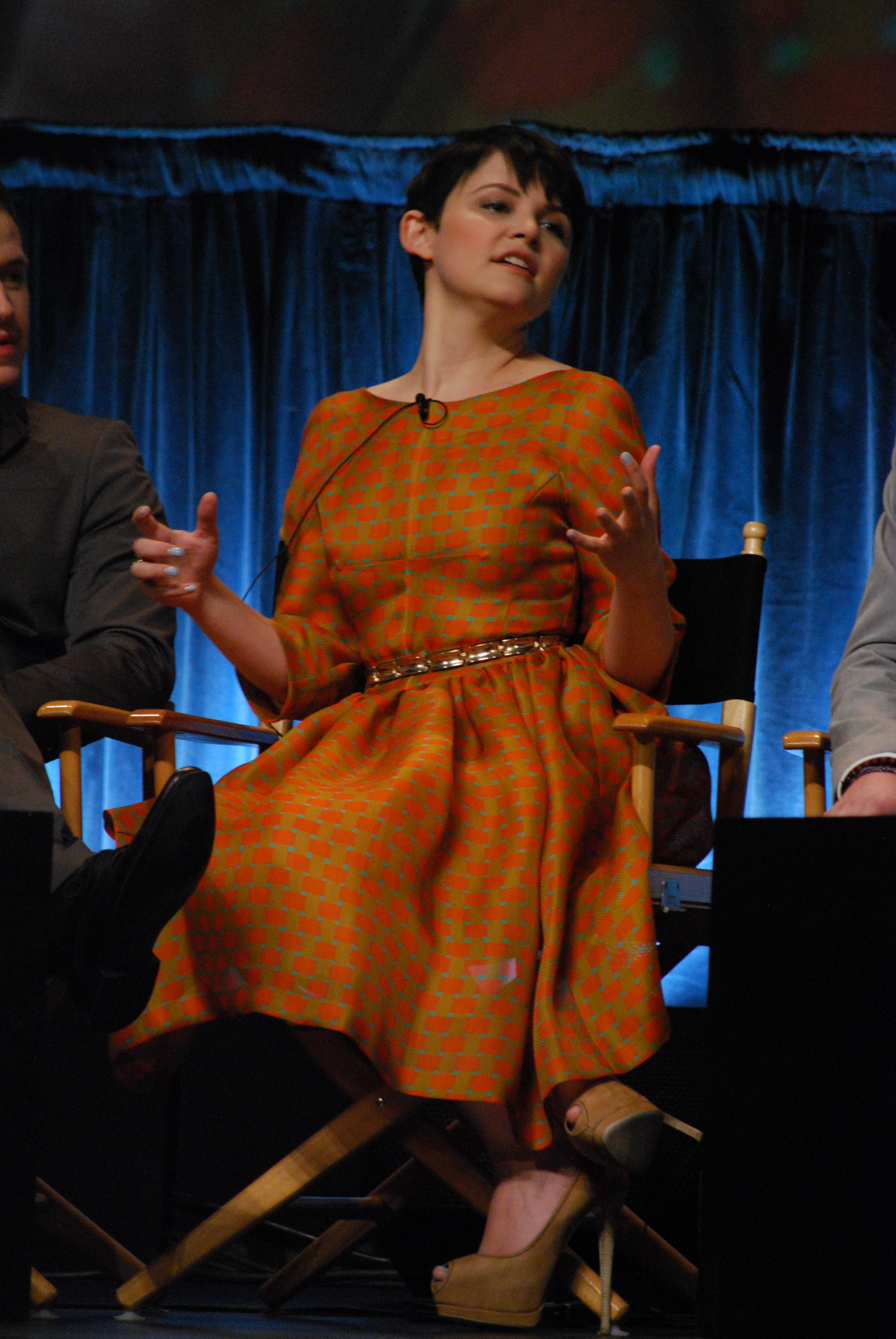
L'actrice en mars 2012, au PaleyFest, pour Once Upon a Time.

Le succès de Big Love lui permet d'être conviée, le 17 juin 2008, aux Crystal and Lucy Awards, cérémonie pendant laquelle les représentants de la marque Max Mara lui décernent le prix Max Mara, Face of the future.
En 2009, elle intègre la distribution de la comédie romantique chorale Ce que pensent les hommes, aux côtés des célèbres acteurs Ben Affleck, Jennifer Aniston, Drew Barrymore, Jennifer Connelly, Kevin Connolly, Scarlett Johansson et Bradley Cooper, dans un film adapté du roman du même nom de Greg Behrendt et Liz Tuccillo. Ce film signé Ken Kwapis, s'articule autour des rapports de couple.
A la fin de Big Love, début 2011, elle est très sollicitée par différents projets. Elle choisit de rejoindre le casting d'une nouvelle série fantastique du réseau ABC, Once Upon a Time où elle prête ses traits au personnage de Blanche-Neige/Mary Margaret Blanchard. La même année, elle répète l'exercice de la comédie romantique en partageant l'affiche de Duo à trois avec Kate Hudson, John Krasinski et Colin Egglesfield.
En 2013, elle interprète Jackie Kennedy dans le téléfilm Killing Kennedy de Nelson McCormick. Cette production suit les parcours croisés de John F. Kennedy et Lee Harvey Oswald, l'un deviendra le 35e Président des États-Unis, tandis que l'autre, militant communiste, deviendra son assassin, le 22 novembre 1963.
L'année suivante, elle prête sa voix à l'un des personnages du film d'animation Clochette et la Créature légendaire. Elle renouvelle l'expérience, en 2016, avec succès, grâce à Zootopie. Le 55e « Classique d'animation » des studios Disney réalisé par Byron Howard et Rich Moore qui est acclamé par la critique et remporte l'Oscar du meilleur film d'animation en 2017.
En 2017, après avoir quitté la série Once Upon A Time, à l'issue de la sixième saison, elle se redirige vers le théâtre, "sa maison". Elle y incarne Marianne, une physicienne quantique, à partir de juillet 2017 dans la pièce Constellations par Nick Payne, au Gil Cates Theater aux côtés d'Allen Leech.
Cependant, l'actrice ne tarde pas à faire son retour sur le petit écran. En 2018, elle renouvelle sa collaboration avec ABC en acceptant le rôle principal féminin de la série comique Steps. Inspirée de la série suédoise Bonus Family qui raconte l'histoire de deux anciens couples ayant divorcé résidant désormais dans trois maisons séparés tout en essayant d'élever leurs trois enfants. Finalement, le projet ne dépasse pas le stade de pilote. Elle accepte donc de revenir pour le dernier épisode de la saison 7 de Once Upon a Time.
En 2019, elle participe à deux anthologies : The Twilight Zone, basée sur la série La Quatrième Dimension créée par Rod Serling en 1959, et diffusée sur le réseau CBS All Access. Il s'agit de la troisième relance de la série, après La Cinquième Dimension et La Treizième Dimension. Et, Heartstrings, inspirée des chansons de Dolly Parton, distribuée par Netflix.
La même année, elle rempile avec le réseau CBS et signe pour jouer dans la nouvelle série de Marc Cherry, créateur de Desperate Housewives, Why Women Kill, aux côtés de Lucy Liu et Alexandra Daddario. La série suit le parcours de trois femmes de trois époques différentes, face à l'infidélité de leur maris et le désir de vengeance. Goodwin incarne Beth Ann, pour la période 1963. Une femme au foyer dont la vie ne tourne qu'autour de son mari.

### Vie privée
De 2006 à 2008, l'actrice est en couple avec l'acteur Chris Klein, rencontré sur le tournage de la série télévisée Big Love. Ils se séparent avant le début de la troisième saison[réf. souhaitée].
Ginnifer est en couple avec son partenaire de Once Upon A Time, Josh Dallas, au moins depuis fin 2011. Ils ont annoncé leur fiançailles le 11 octobre 2013. En novembre 2013, ils annoncent qu'ils attendent leur premier enfant. Le 12 avril 2014, ils se marient à Los Angeles. Le 29 mai 2014, elle donne naissance à un garçon, Oliver Finlay Dallas. En novembre 2015, elle est enceinte de son deuxième enfant. Le 1er juin 2016, le couple accueille un second garçon, Hugo Wilson Dallas.

## Filmographie

### Cinéma

#### Longs métrages
- 2003 : Le Sourire de Mona Lisa (Mona Lisa Smile) de Mike Newell : Connie Baker
- 2004 : Rendez-vous avec une star (Win a Date with Tad Hamilton!) de Robert Luketic : Cathy Feely
- 2005 : Walk the Line de James Mangold : Vivian Cash
- 2006 : Love Comes to the Executioner de Kyle Bergersen : Dori Dumchovic
- 2007 : In the Land of Women de Jon Kasdan : Janey
- 2007 : Day Zero de Bryan Gunnar Cole :  Molly
- 2008 : Birds of America de Craig Lucas : Ida Tanager
- 2009 : Ce que pensent les hommes (He's Just Not That Into You) de Ken Kwapis : Gigi
- 2009 : A Single Man de Tom Ford : Mme Strunk
- 2010 : Ramona et Beezus (Ramona and Beezus) d'Elizabeth Allen : Tante Bea
- 2011 : Une soirée d'enfer de Michael Dowse : Banky
- 2011 : Duo à trois de Luke Greenfield : Rachel

#### Films d'animation
- 2014 : Clochette et la créature légendaire de Steve Loter : Noa (Fawn)[15]
- 2016 : Zootopie de Byron Howard, Rich Moore et Jared Bush : Judy Hopps
- 2025 : Zootopie 2 de Jared Bush : Judy Hopps (prochainement)

#### Courts métrages
- 2000 : Zelda: An Extrospective Journey d'Adam Guzewicz : Zelda

- 2023 : Once Upon a Studio de Disney : Judy Hopps

### Télévision

#### Séries télévisées
- 2001 : New York, police judiciaire : Erica (1 épisode)
- 2001–2003 : Ed  : Diane Snyder (rôle récurrent - 25 épisodes)
- 2006–2011 : Big Love : Margene Heffman (53 épisodes)
- 2007 : Big Love: In the Beginning : Margene Heffman (mini-série, 2 épisodes)
- 2010 : Margene's Blog : Margene Henrickson (mini-série, 1 épisode)
- 2011–2018 : Once Upon a Time  : Blanche-Neige / Mary Margaret Blanchard (134 épisodes - rôle principal, saisons 1 à 6 et invitée, saison 7 épisode 22)
- 2015 : Who Do You Think You Are? : Elle-même, juge invitée (1 épisode)
- 2018 : Steps : Bea (pilote non retenu par ABC)
- 2019 : The Twilight Zone : Eve Martin (saison 1, épisode 8)
- 2019 : Why Women Kill : Beth Ann Stanton (rôle principal, 10 épisodes)
- 2019 : Dolly Parton's Heartstrings : Geneviève (saison 1, épisode 1)
- 2022 : Pivoting : Jodie

#### Séries d'animation
- 2005–2007 et 2014 : Robot Chicken : Une femme / Blanche-neige / Mulan / ... (voix, 8 épisodes)
- 2011 : Bob l'éponge : Lead Mermaid (voix, 1 épisode)
- 2012 : Electric City : Jean Marie St. Cloud (voix, 20 épisodes)
- 2014 : Princesse Sofia : Gwen[16] (voix, 1 épisode)

#### Téléfilms
- 2002 : Porn 'n Chicken de Lawrence Trilling : Maya
- 2011 : Un combat, cinq destins (Five) d'Alicia Keys, Jennifer Aniston, Patty Jenkins, Demi Moore et Penelope Spheeris  : Charlotte
- 2013 : Killing Kennedy de Nelson McCormick : Jacqueline Kennedy
- 2019 : Abandonnée à 13 ans[17] (I Am Somebody's Child: The Regina Louise Story) de Janice Cooke : Jeanne Kerr (également productrice exécutive)

### Jeux vidéo
- 2015 : Disney Infinity 3.0 : Judy Hopps (voix)

## Voix françaises
En France, les voix françaises régulières de Ginnifer Goodwin sont Marie-Eugénie Maréchal et Céline Mauge. 
En France
- Marie-Eugénie Maréchal dans
  - Ce que pensent les hommes
  - A Single Man
  - Big Love (série télévisée)
  - Once Upon a Time (série télévisée)
  - Zootopie (voix)
  - Abandonnée à 13 ans (téléfilm)
  - Why Women Kill (série télévisée)
  - Allô la Terre, ici Ned (série télévisée)
  - Zootopie 2 (voix)

- Céline Mauge dans :
  - Le Sourire de Mona Lisa 
  - Rendez-vous avec une star
  - Walk the Line
  - Killing Kennedy (téléfilm)
  - The Twilight Zone : La Quatrième Dimension (série télévisée)
  - Dolly Parton's Heartstrings (série télévisée)
- Pascale Chemin dans :
  - Ed (série télévisée)
  - Un combat, cinq destins (téléfilm)

Et aussi
- Nathalie Bienaimé dans Birds of America (2008)
- Audrey d'Hulstère (Belgique) dans Ramona et Beezus
- Anna Ramade dans Clochette et la Créature légendaire (voix)

## Distinctions
Sauf indication contraire ou complémentaire, les informations mentionnées dans cette section proviennent de la base de données IMDb.

### Récompenses
- 35e cérémonie des Crystal and Lucy Awards 2008 : Prix Max Mara, Face of the Future[2]
- Alliance of Women Film Journalists 2017 : meilleure animation féminine pour Zootopie[19]
- Kids' Choice Awards 2017 : Favorite Frenemies pour Zootopie, prix partagé avec Jason Bateman

### Nominations
- 36e cérémonie des People's Choice Awards 2010 : révélation féminine de l'année au cinéma
- 13e cérémonie des Teen Choice Awards 2011 : meilleure actrice dans une comédie romantique pour Duo à trois
- 14e cérémonie des Teen Choice Awards 2012 : meilleure actrice dans une série télévisée fantastique pour Once Upon a Time
- 39e cérémonie des People's Choice Awards 2013 : actrice de série télévisée dramatique préférée
- 15e cérémonie des Teen Choice Awards 2013 : meilleure actrice dans une série télévisée fantastique pour Once Upon a Time
- 40e cérémonie des People's Choice Awards 2014 : actrice de série télévisée fantastique préférée
- 16e cérémonie des Teen Choice Awards 2014 : meilleure actrice dans une série télévisée fantastique pour Once Upon a Time
- 41e cérémonie des People's Choice Awards 2015 : 
  - actrice de série télévisée fantastique préférée
  - duo de série télévisée préféré pour Once Upon a Time, nomination partagée avec Joshua Dallas
- 42e cérémonie des People's Choice Awards 2016 : actrice de série télévisée fantastique préférée
- Voice Arts Awards 2016 : meilleure performance de doublage dans un film pour Zootopie
- Washington DC Area Film Critics Association 2016 : meilleure performance de doublage pour Zootopie
- Behind the Voice Actors Awards 2017 :
  - meilleure performance de doublage par une distribution dans un film pour Zootopie
  - meilleure performance de doublage féminin dans un film pour Zootopie
- Online Film & Television Association 2017 : meilleure performance de doublage pour Zootopie
- 43e cérémonie des People's Choice Awards 2017 : doublage de film d'animation préféré pour Zootopie